# Tulliusi alkotmány
A Római Köztársaságban vagyoni alapon osztották a város lakóit öt csoportba. Ez a felosztás lett az alapja a törvényekről érdemben tárgyaló népgyűlésnek (comitia centuriata), ahol az első vagyoni osztály több csoporttal képviseltette magát, mint a következő négy, s mivel csoportonként szavaztak, a legvagyonosabbak kezükben tarthatták az ügyek eldöntését. A hadsereg felépítése is a népesség vagyoni alapon való csoportosításához igazodott. Az első osztály adta a legjelentősebb erőt képviselő lovasságot és nehézgyalogságot.
A vagyon alapján történő felosztást a római hagyomány tévesen a jóval korábban élt Servius Tullius királynak tulajdonította, innen származik a neve: tulliusi alkotmány.